# دیان نمتس
دیان نمتس (انگلیسی: Dejan Nemec؛ زادهٔ ۱ مارس ۱۹۷۷)دروازه‌بان فوتبال بازنشسته اهل اسلوونی است. از باشگاه‌هایی که در آن بازی کرده‌است می‌توان به کلوب بروژ اشاره کرد.
وی همچنین در تیم ملی فوتبال اسلوونی بازی کرده، و عضو این تیم در جام جهانی فوتبال ۲۰۰۲ بوده است.